# Glitz
glitz は2D グラフィックス用のライブラリであり、OpenGL という3Dグラフィックス用の API を使ってハードウェアアクセラレーションを提供する。glitz はオープンソースソフトウェアであり、（古い種類の）MIT License のもとで配布されている。開発は freedesktop.org でホストされている。
glitz はオープンソースのオペレーティングシステム用のグラフィックスで戦略上重要な役割を果たしている。

## 提供される機能
glitz は XRender と同じ機能を提供するように設計されている。
- アルファコンポジット
- アンチエイリアス
- サブピクセルレンダリング
- 幾何学的な形やテキストのレンダリング
- 平行移動、回転や拡大縮小といった幾何学的変換

XRender と同様に、glitz が提供する鍵となる操作はPorter-Duff コンポジションである。
glitz は XRender の提供しない機能もいくつか提供する。
- 色のグラデーション
- 畳み込みフィルター

## glitz を使っているソフトウェア
glitz は Xgl X サーバの鍵となるコンポーネントで、現在ほとんどの Linuxディストリビューションに含まれている。
次第に人気の集まっている Cairo グラフィックライブラリはバックエンドとして glitz をサポートし、これは数行のコードにより Cairo を使っているすべてのアプリケーションやツールキットはグラフィックスハードウェアを利用できるようになるということである。